# Сапожников, Юрий Сергеевич
Юрий Сергеевич Сапожников (1897, с. Жуковцы, Петровский уезд, Саратовская губерния — 1970, Киев) — выдающийся судебный медик, историк судебной медицины, профессор.
Был председателем Украинского и членом Правления Всероссийского научных обществ судебных медиков, членом Правления Киевского отделения научного общества судебных медиков, почетным членом Грузинского научного общества судебных медиков и криминалистов, членом редакционного совета журнала «Судебно-медицинская экспертиза». В течение многих лет читал курс судебной медицины на юридическом факультете Киевского университета.

## Биография
Юрий Сапожников родился в 1897 году в семье судебного медика.
В 1918 году, будучи студентом I курса Саратовского университета, работал на кафедре судебной медицины препаратором. Ю. С. Сапожников с юных лет обладал артистичностью, принимал участие в спектаклях Саратовского театра оперетты. В 1924 году окончил медицинский факультет Саратовского университета.
С 1924 по 1930 год работал ассистентом кафедры судебной медицины Саратовского Университета под руководством профессора М. И. Райского (1873—1956). Исполнял обязанности судебно-медицинского эксперта города Саратова. В 1931 году по его инициативе и под его руководством был организован первый в системе здравоохранения СССР Научно-исследовательский институт судебной медицины в Иваново.
С 1934 года — заведующий кафедрой судебной медицины в Ивановском Медицинском институте. С 1935 года — профессор.
С 1936 по 1970 год заведовал кафедрой судебной медицины Киевского Медицинского института.
С 1937 года в течение 17 лет являлся главным судебно-медицинским экспертом Украины. Диссертация на получение ученой степени доктора медицинских наук — «Первичный осмотр трупа на месте его обнаружения» (1939). Читал курс «Судебная медицина».
В 1942 году являлся консультантом по судебно-медицинским вопросам Главной военной прокуратуры Советской Армии.
С 1942 по 1944 год работал в Челябинске вместе с эвакуированным Киевским медицинским институтом, проводил судебно-медицинские экспертизы для правоохранительных органов города.
С 1944 по 1945 год являлся директором Киевского НИИ судебной экспертизы.
В 1951 году был командирован в КНДР для организации судебно-медицинской службы.
Был женат на Агнессе Михайловне Гамбург (ученице профессора М. И. Райского) — судебном медике, профессоре кафедры судебной медицины Киевской медицинской академии последипломной практики.

## Ученики Сапожникова
Профессор Ираида Афанасьевна Концевич (1922—2000) — зав. кафедрой судебной медицины КМИ 1971—1991, Г. И. Ведриган, В. А. Журавлева, Станислав Теофильевич Джигора, И. В. Крыжановская, Ф. Б. Дворцин, С. П. Дидковская.

## Основные направления научной деятельности
Автор более 120 научных работ, в том числе 3 монографий и учебника по судебной медицине. Выступал сторонником тесного взаимодействия криминалистики с судебной медициной. Профессор Ю. С. Сапожников указывал: «…положения, проводимые нами, учениками школы заслуженного деятеля науки профессора Михаила Ивановича Райского, что именно врачами-экспертами там, где это возможно, должен быть четко определен переход от медицинских данных к правовой трактовке всего происшествия…» (Предисловие к работе А. М. Гамбург, 1946 г.).
Изучал проблемы судебной травматологии. В период Великой Отечественной войны был инициатором создания в Советской Армии судебно-медицинской службы. Занимался вопросами экспертизы трупных изменений, экспертизы огнестрельных повреждений, механической асфиксии, термических повреждений, определения возраста, оценки степени тяжести телесных повреждений, утраты трудоспособности, членовредительства и исследования обгоревших трупов.
Его учебник по судебной медицине в 1950 году был издан в Пхеньяне на корейском языке. Профессор Ю. С. Сапожников впервые разделил стадии гипостаза и стаза на фазы, что позволило с большой приближенностью определять время наступления смерти. Он предложил методику диагностики стадий и фаз трупных пятен, которая и в настоящее время применяется в практике при расследовании преступлений. Разработал методику определения прижизненности повреждений при проникающих ранениях полых органов в случаях исследования обгоревших трупов.

## Основные труды
- Сапожников Ю. С. — «Первичный осмотр трупа на месте его обнаружения» (монография), Киев, 1939.
- Сапожников Ю. С. — «Михаил Иванович Райский (К 55-летию научно-практической и педагогической деятельности)» // Врачебное дело, 1953, № 12, с. 1148−1150.
- Сапожников Ю. С. — К определению степени тяжести телесных повреждений. Тезисы к докладам на 3 Украинском совещании судебно-медицинских экспертов и 2 сессии УНОСМ и К в г. Одессе 6-11 июля 1953 года, Киев, 1953, 34-36.
- Сапожников Ю. С. — О судебно-медицинской классификации повреждений. Тезисы к докладам на 3 Украинском совещании судебно-медицинских экспертов и 2 сессии УНОСМ и К в г. Одессе 6-11 июля 1953 года. Киев, 1953, 28-29.
- Сапожников Ю. С. — О судебно-медицинской классификации поврфкде-ний. Тезисы к докладам на 3-м Украинском совещании судебно-медицинских экспертов. Киев, 1953, 28-29.
- Сапожников Ю. С. — Развитие судебно-медицинской экспертизы Б УАССР в связи с решением XIX съезда КПСС. Тезисы докладам на 3 Украинском совещании судебно-медицинских экспертов и 2 сессии УНОСМ и К. в городе Одессе 6 — 11 июля 1953 года. Киев, 1953, 3 — 5.
- Сапожников Ю. С. — «Заслуженный профессор Н. С. Бокариус, как основоположник криминалистического направления в судебной медицине», Рефераты расширенной научной конференции, Харьков, 1956, 6.
- Сапожников Ю. С. — Вопросы судебно-медицинской экспертизы огнестрельного оружия в трудах заслуженного профессора Н. С. Бокариуса. Рефераты расширенной научной конференции. Харьков, 1956, 14.
- Сапожников Ю. С. — «Саратовский период деятельности профессора Михаила Ивановича Райского», Материалы III расширенной научной конференции, посвященной памяти заслуженного деятеля науки профессора М. И. Райского. Киев, 1958, 3-5.
- Сапожников Ю. С. — «Жизнь и деятельность Михаила Ивановича Райского», Труды судебно-медицинских экспертов Украины, Киев, 1958, 26-32.
- Сапожников Ю. С. — «Заслуженный деятель науки профессор Виктор Ильич Прозоровский (К 60-летию со дня рождения)», Судебно-медицинская экспертиза, М., 1961, 3, с. 61-62.
- Сапожников Ю. С. — «Памяти Михаила Ивановича Райского», Материалы IV Украинского совещания судебно-медицинских экспертов и III сессии УНОСМ, Киев, 1964, 5-8.
- Сапожников Ю. С. — Некоторые замечания к разделам об исследовании трупа <Пособия к практическим занятиям по судебной медицине> проф. C. М. Сидорова и Д. А. Армеева, 1961 г. издания. Труды судебно-медицинских экспертов Украины. Киев, 1965, 207—210.
- Сапожников Ю. С. — Об учебнике <Судебная медицина>, издания 1963 г., составленном профессорами В. М. Смольяниновым, К. И. Татиевым и B. Ф. Черваковым. Труды судебно-медицинских экспертов Украины. Киев, 1965, 204—207.
- Сапожников Ю. С. — «Воспоминания судебного медика», Киев, «Здоров’я», 1966, 351 стр.
- Сапожников Ю. С. — «О Михаиле Ивановиче Райском», Вопросы судебной травматологии, (Материалы VI расширенной научной конференции), Киев, 1966, 3-9.
- Сапожников Ю. С. — О деятельности Украинского научного общества судебных медиков и криминалистов. Материалы V- Украинского совещания судебно-медицинских экспертов и IV сессии Украинского научного общества судебных медиков и криминалистов. Херсон, 1967, 381—384.
- Сапожников Ю. С. — Профессор доктор медицинских наук Ципковский Василий Павлович (К 40-летию работы в судебно-медицинской экспертизе). Судебная медицина и реаниматология. Казань, 1968, 8-10.
- Сапожников Ю. С. — «Криминалистика в судебной медицине», Киев, 1970, 268 стр.
- Сапожников Ю. С., Гамбург А. М. — «Судебная медицина», К., «Вища школа», 1976, 316 стр.